# Dufourspitze
El Dufourspitze o punta Dufour és una muntanya de 4.634 metres snm que es troba al cantó del Valais a Suïssa. És el cim més alt d'aquest país, punt culminant del Mont Rosa i dels Alps Penins, i el segon cim més alt dels Alps i de l'Europa Occidental, després del Mont Blanc. Va ser batejada en honor del general Guillaume-Henri Dufour.